# Afroablepharus seydeli
Espèce
Synonymes
- Panaspis seydeli De Witte, 1933
- Panaspis moeruensis De Witte, 1933
- Ablepharus smithii De Witte, 1936
- Panaspis smithi (De Witte, 1936)

Afroablepharus seydeli est une espèce de sauriens de la famille des Scincidae.

## Répartition
Cette espèce se rencontre dans le nord de la Zambie et en République démocratique du Congo.

## Étymologie
Cette espèce est nommée en l'honneur de Charles Henri Victor Seydel (1873-1960).

## Publication originale
- De Witte, 1933 : Reptiles récoltés au Conge Belge par le Dr. H. Schouteden et par M. G.-F. Witte. Annales du Musée royal du Congo Belge, sér. 1, vol. 3, p. 53-100.